# Festival Internacional de Cinema de Gijón

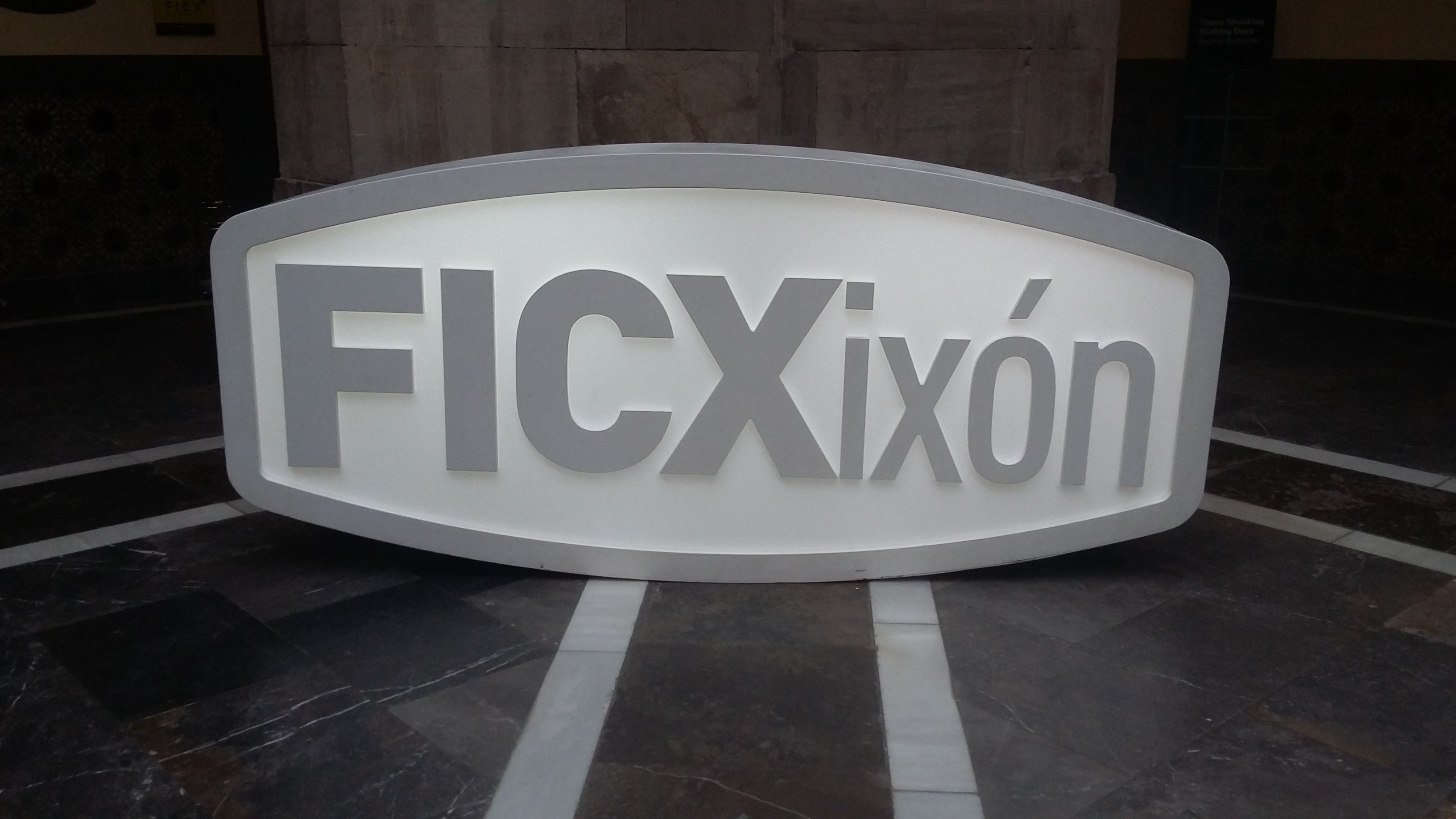
Logo do Festival Internacional de Cinema de Gijón

O Festival Internacional de Cinema de Gijón (em asturiano:  Festival Internacional de Cine de Xixón ou FICXixón) é um festival anual de cinema realizado em Gijón, uma cidade no noroeste da Espanha.

## História
As origens do festival remontam a 1963. No início foi uma iniciativa da Câmara Municipal de Gijón em cooperação com a Caja de Ahorros de Asturias (Cajastur). Ambas as entidades colaboram com o Festival, a primeira como organizadora e a segunda como patrocinadora.
No primeiro ano em que foi realizado, chamou-se Certamen Internacional de Cine y TV Infantil. Entre 1964 e 1968 ainda manteve o mesmo nome, apenas a última parte, “infantil”, foi substituída por “para crianças”. Entre 1969 e 1976, esta última parte deixou de aparecer no nome do Festival. De 1977 a 1978, recebeu o nome de Certamen Internacional de Cine para la Infancia y la Juventud (Concurso Internacional de Cinema para Crianças e Adolescentes). Embora em 1986 o Festival tenha começado a colocar o texto Festival Internacional de Cinema de Gijón à frente de seu nome, foi somente em 1988 que adotou oficialmente esse nome. Todos os anos o Festival nomeia um Júri Jovem constituído por adolescentes entre os 17 e os 25 anos entre os que o solicitam.
O atual diretor, Alejandro Díaz Castaño, foi eleito em 2017 após um concurso público para substituir Nacho Carballo. Em maio de 1996, foi fundada a Entidad Mercantil Artístico-Musical Teatro Municipal Jovellanos de Gijón S.A., entidade encarregada da organização do evento junto com a Câmara Municipal, que posteriormente mudou seu nome para Divertia S.A. Esta instituição é responsável pela gestão do teatro, pelo departamento de festividades e pela organização do Festival de Cinema.
Ao longo dos anos, já passaram pelo festival alguns dos mais prestigiados profissionais do cinema independente, como Abbas Kiarostami, Aki Kaurismäki, Todd Haynes, Pedro Costa, Paul Schrader, João César Monteiro, Seijun Suzuki, Jem Cohen, Kenneth Anger, Ulrich Seidl, Hal Hartley, Lukas Moodysson, Tsai Ming-liang, Claire Denis, Todd Solondz, Bertrand Bonello, Apichatpong Weerasethakul, Whit Stillman, Eugène Green ou Philippe Garrel. Entre os convidados nacionais e internacionais do festival, quer como membros do Júri Internacional, quer apresentando os seus filmes nas várias secções do festival, encontram-se John Cale, Maria Schneider, Monte Hellman, Nicolas Winding Refn, Darren Aronofsky, Víctor Erice, Isabel Coixet ou Carla Simon.
O Festival Internacional de Cinema de Gijón compreende também uma série de eventos, como cursos, painéis de discussão, perguntas e respostas e concertos diários, além de festas com música ao vivo. Desde 2017, organiza uma série de atividades para profissionais, sob o nome de FICX Industry Days. O festival atribui vários prêmios nas suas secções competitivas e colabora noutras iniciativas destinadas a promover a indústria cinematográfica asturiana. Estes prêmios são decididos por um Júri Internacional (composto por pelo menos 5 profissionais de diferentes países), um Júri Jovem (50 jovens entre os 17 e os 26 anos) e, desde 2005, um júri FIPRESCI.

## Prêmio Nacho Martínez
O Festival Internacional de Cinema de Gijón concedeu um Prêmio Nacional de Cinema com o nome de 'Nacho Martínez', desde 2002, para pessoas que contribuíram significativamente para a indústria cinematográfica. É uma escultura única feita por Jaime Herrero.
- 2002, Juan Echanove, ator[11]
- 2003, Gonzalo Suárez, diretor[12]
- 2004, Eusébio Poncela, ator[12]
- 2005, Assumpta Serna, atriz, co-estrelou com ele em Matador[13]
- 2006, atriz Maribel Verdú[14]
- 2007, Marisa Paredes[15]
- 2008, Mercedes Sampietro, atriz[16]
- 2009, atriz Ángela Molina[12]
- 2010, atriz Charo López[17]
- 2011, Montxo Armendáriz, diretor de cinema e roteirista[18]
- 2012, Luis San Narciso, diretor artístico[10]
- 2013, Carmelo Gómez, ator[12]
- 2014, Imanol Arias, ator[12]
- 2015, José Sacristán, ator[12]
- 2016, Lluís Homar, ator e diretor de teatro[12]
- 2017, Verónica Forqué, atriz[19]